# Cal Hubbard
Pour les articles homonymes, voir Hubbard.
College Football Hall of Fame 1962
Pro Football Hall of Fame 1963
(en) Statistiques sur pro-football-reference
Robert Calvin « Cal » Hubbard est un américain, joueur professionnel de football américain également arbitre de la Ligue majeure de baseball (MLB).
Né le 31 octobre 1900 à Keytesville et mort le 17 octobre 1977 à St. Petersburg, Hubbard a joué en National Football League (NFL) entre 1927 et 1936 pour la franchise des Giants de New York ainsi que celles des Packers de Green Bay et des Pirates de Pittsburgh. Hubbard est crédité comme l'un des inventeurs de la position de linebacker dans le football américain.
Il est également arbitre de baseball dans la Ligue américaine (LA) de 1936 à 1951 et par la suite exerce les fonctions de superviseur d'arbitres jusqu'en 1969. George Halas le surnommait affectueusement le "Grand arbitre" (en anglais, "Big Umpire").
Hubbard est la seule personne à être inscrite au Pro Football Hall of Fame et au Temple de la renommée du baseball. Il est également membre du College Football Hall of Fame.

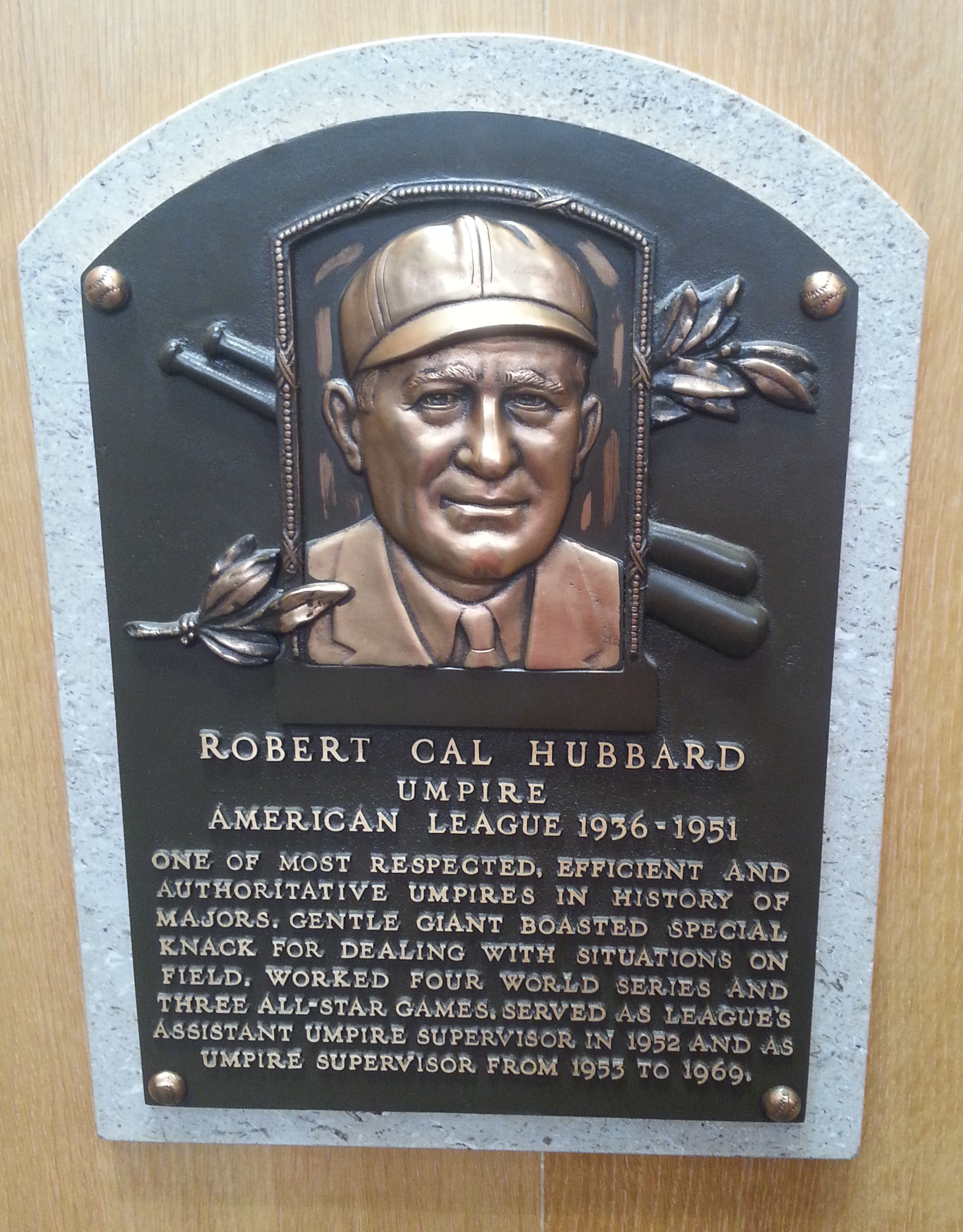
Plaquette de Cal Hubbard intronisé au HOF de Baseball en 1976.